# Carrière de Saint-Pierre-Aigle
La carrière de Saint-Pierre-Aigle est une carrière de pierre française située entre Villers-Cotterêts et Soissons, dans le département français de l'Aisne en région Hauts-de-France. C'est une carrière de roche calcaire dure et roche fine demi-dure.
L'exploitation est à ciel ouvert. Elle a commencé en 1850. La pierre de Saint-Pierre-Aigle a servi entre autres à la construction du château de Pierrefonds. Elle sert également à la restauration de la cathédrale Notre-Dame de Paris faisant suite à l'incendie de 2019.

## Photographies

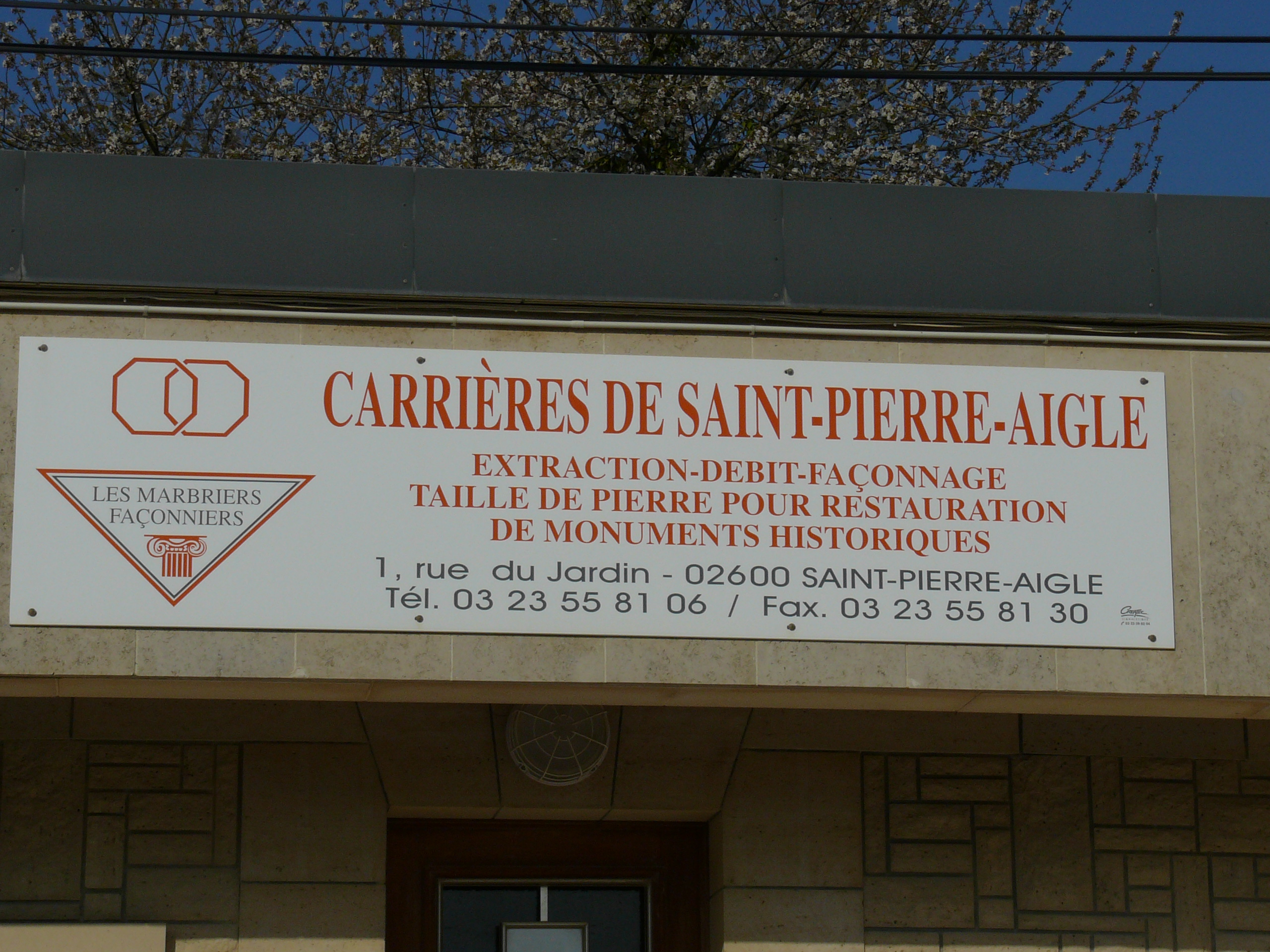
Panneau à l'entrée des bureaux de la carrière.
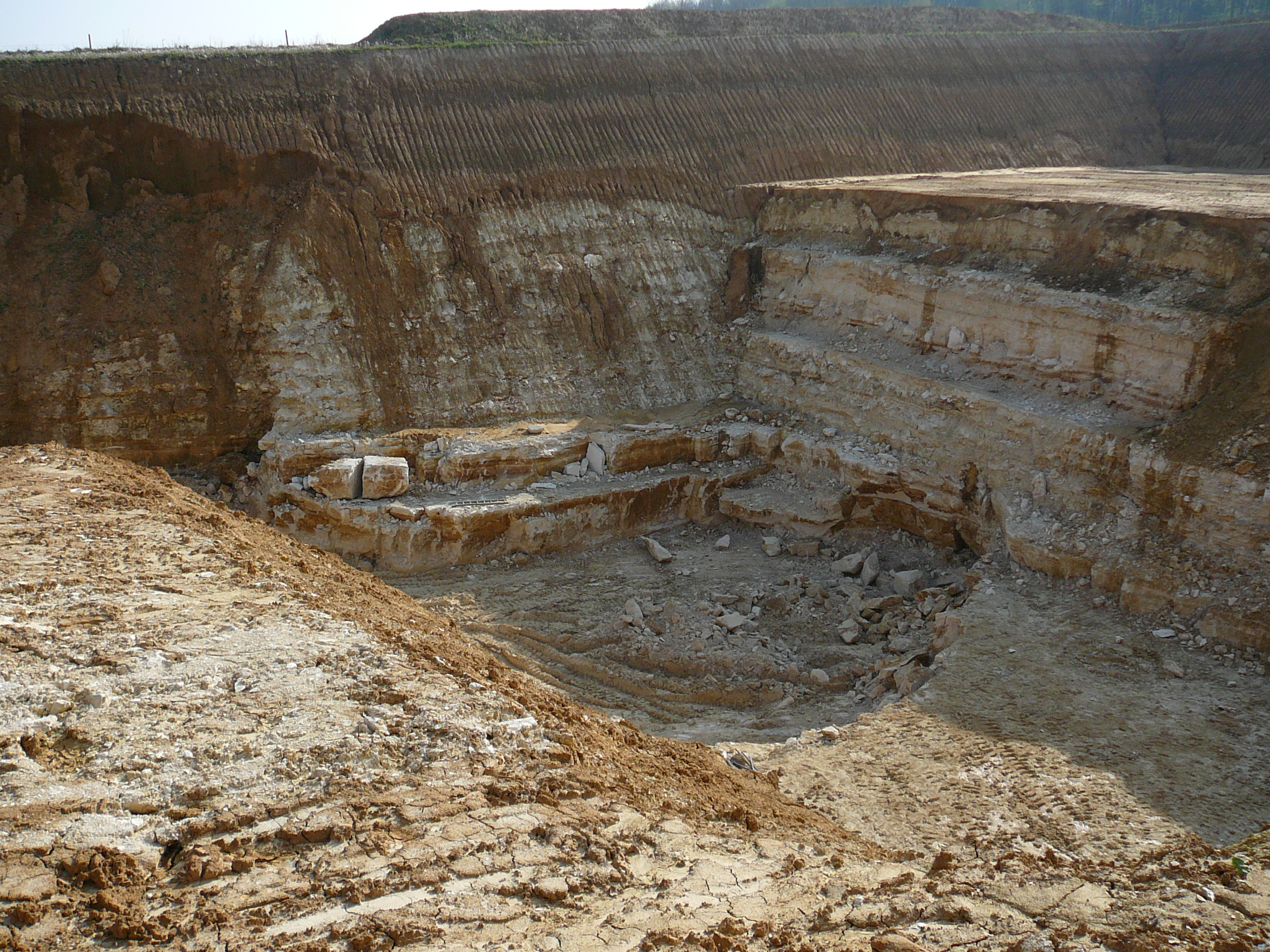
Le trou d'exploitation.
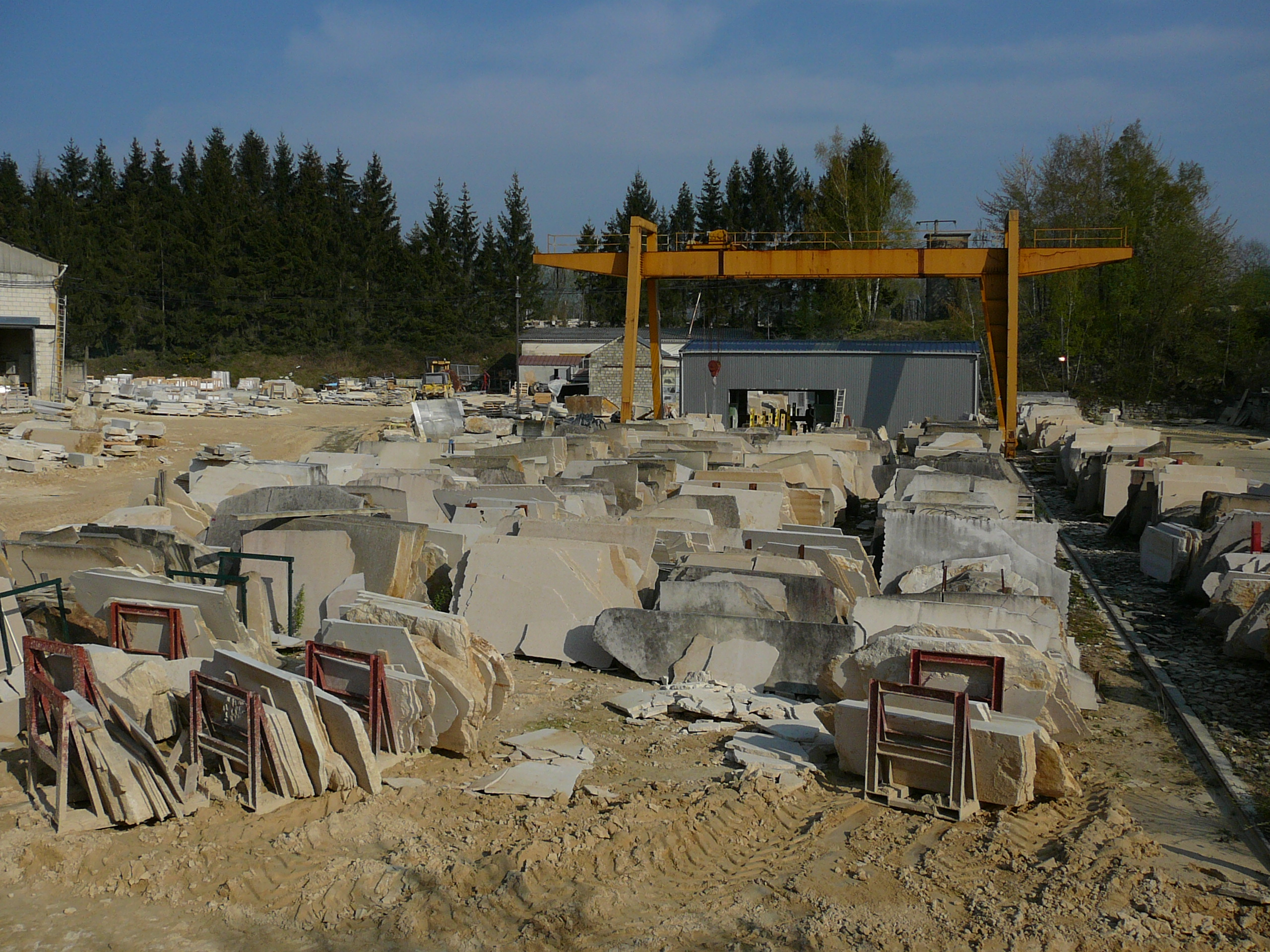
Aire de stockage des pierres sciées.
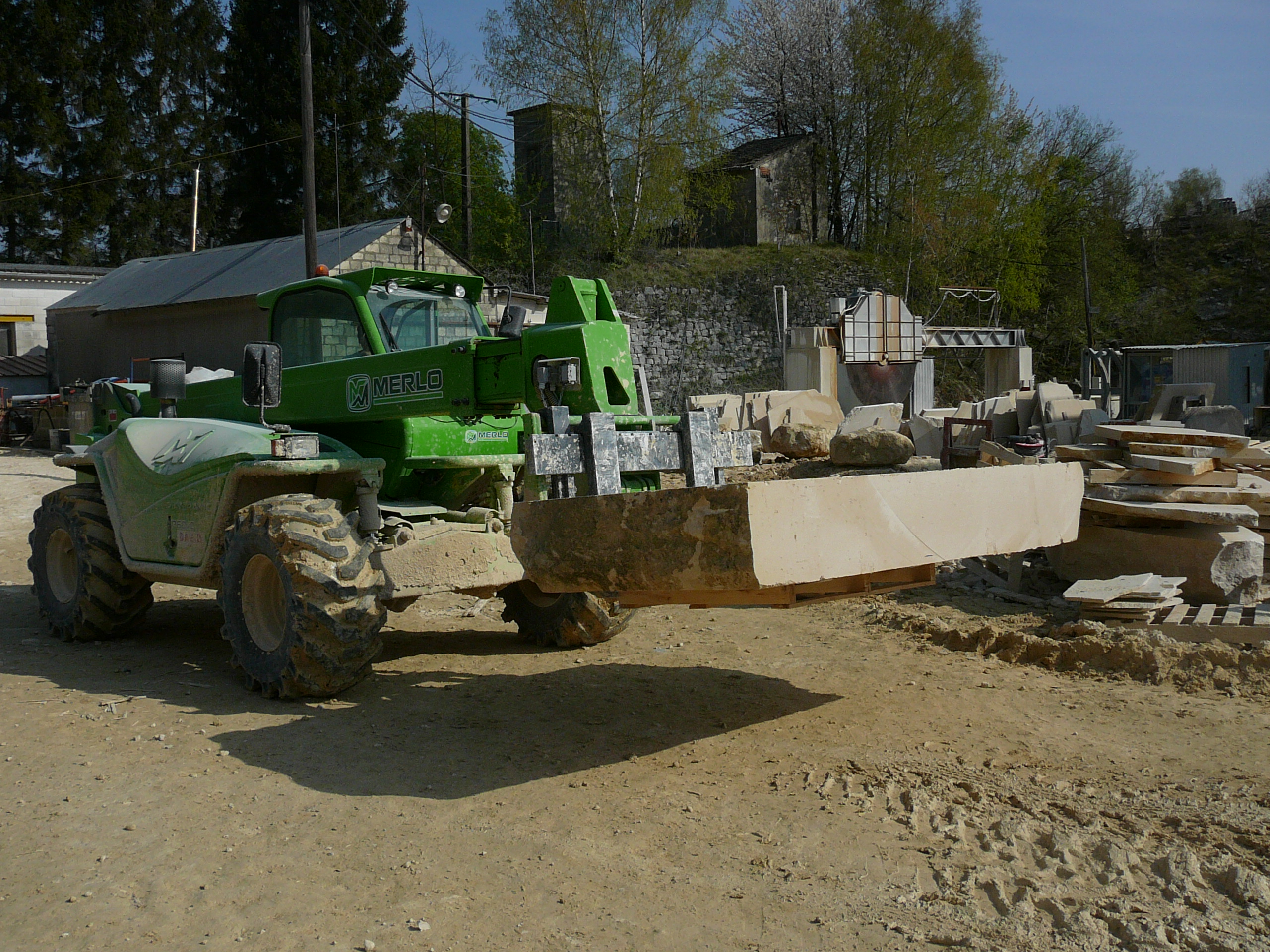
Engin de bardage des blocs de pierre, appelé Merlo.